# Холияци
Холияци (серб. Холијаци / Holijaci) — село в общине Вишеград Республики Сербской Боснии и Герцеговины. Население составляет 23 человека по переписи 2013 года.